# Regatul Țărilor de Jos
Regatul Țărilor de Jos (neerlandeză Koninkrijk der Nederlandenⓘ) este o asociere cu caracteristici federale bazată pe acordul politic, care constă din trei țări constituente: Țările de Jos (numită și Olanda) în Europa și trei regiuni insulare din Caraibe: Aruba, Curaçao și Sint Maarten. Regatul actual a fost creat conform Statutului Regatului Țărilor de Jos la data de 28 octombrie 1954. Între 1830 și 1954, „Regatul Țărilor de Jos” s-a referit la Olanda și posesiunile sale coloniale. Între 1954 și 1975, și Surinam a fost o țară constituentă a regatului.
Amsterdam este capitală constituțională a Țărilor de Jos, dar sediul guvernului se află în Haga. Willemstad este capitala Curaçao, Philipsburg este capitala țării Sint Maarten, iar Oranjestad este sediul guvernului local al statului Aruba.

## Istorie
Înainte de 1954, denumirea de „Regatul Țărilor de Jos” se referea la Olanda și dependențele olandeze. Din 1954, țările care constituit regatul sunt Surinam, Antilele Olandeze (cu Aruba) și Țările de Jos. Surinam și-a proclamat independența în 1975 și Aruba a devenit autonomă în 1986. Regatul există în forma actuală din 2010, când Antilele Olandeze s-au separat în Curaçao, Sint Maarten și alte câteva teritorii insulare devenite comune speciale ale Țărilor de Jos.

## Țări constituente

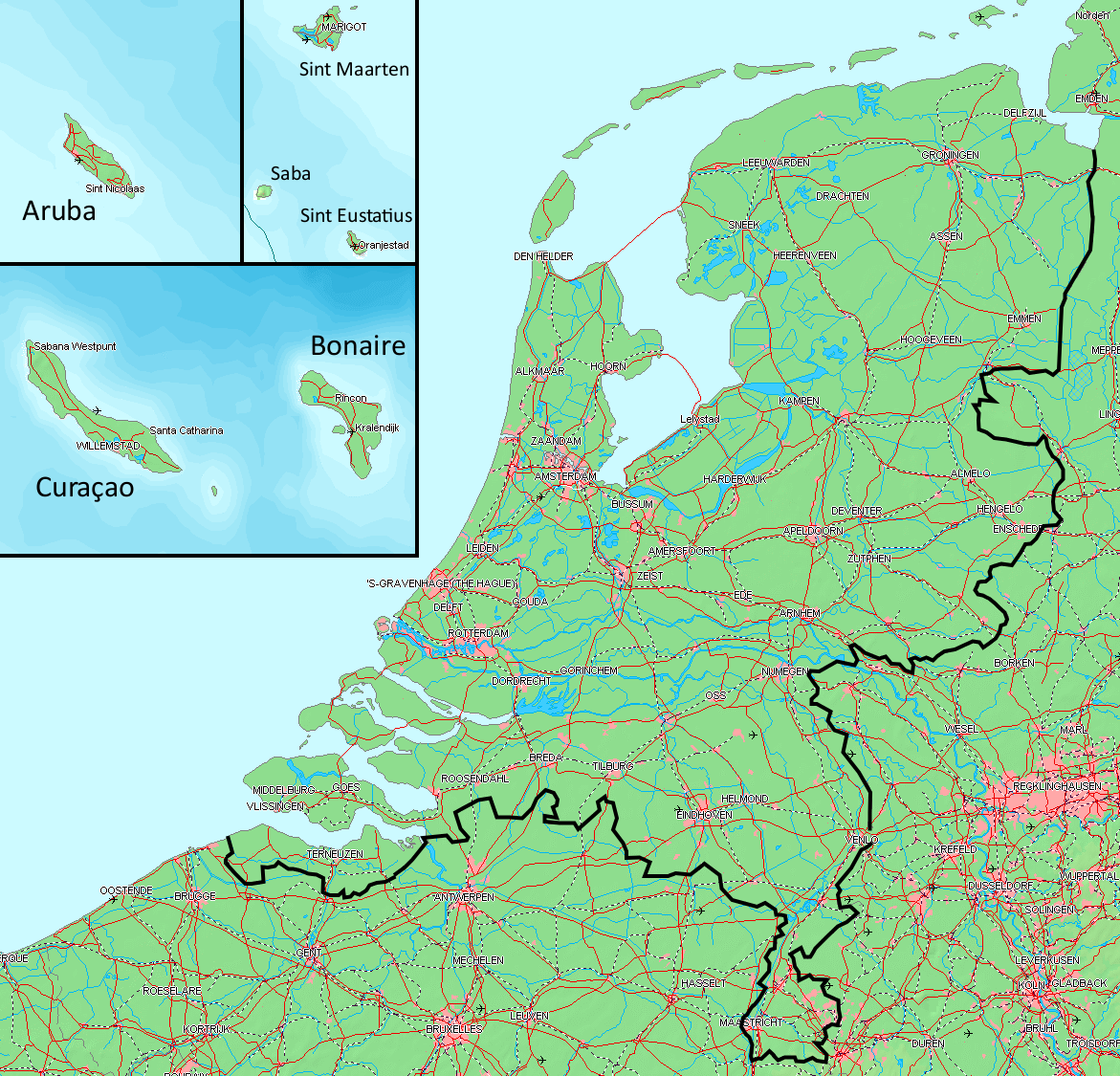
Hartă a Regatul Țărilor de Jos. Teritoriile au aceeași scală.

Actualmente, Regatul Țărilor de Jos constă din patru țări:
| Țară                               | Populație (1 ian. 2010) | Procentaj (populație) | Area (km²) | Procentaj (suprafață) | Densitate (loc./km²) | Sursă   |
| ---------------------------------- | ----------------------- | --------------------- | ---------- | --------------------- | -------------------- | ------- |
| Aruba                              | 107.138                 | 0,63%                 | 193        | 0,45%                 | 555                  | [ i ]   |
| Curaçao                            | 142.180                 | 0,84%                 | 444        | 1,04%                 | 320                  | [ ii ]  |
| Țările de Jos                      | 16.593.001              | 98,30%                | 41.854     | 98,42%                | 396                  |         |
| — Țările de Jos (partea europeană) | 16.574.989              | 98,19%                | 41.526     | 97,65%                | 399                  | [ iii ] |
| — Bonaire                          | 13.389                  | 0,08%                 | 294        | 0,69%                 | 46                   | [ ii ]  |
| — Saba                             | 1.737                   | 0,01%                 | 13         | 0,03%                 | 134                  | [ ii ]  |
| — Sint Eustatius                   | 2.886                   | 0,02%                 | 21         | 0,05%                 | 137                  | [ ii ]  |
| Sint Maarten                       | 37.429                  | 0,22%                 | 34         | 0,08%                 | 1.101                | [ ii ]  |
| Regatul Țărilor de Jos             | 16.879.748              | 100,00%               | 42.525     | 100,00%               | 397                  |         |
| 1. 2. 3.                           |                         |                       |            |                       |                      |         |
| Notes 1.                           |                         |                       |            |                       |                      |         |

### Aruba
Aruba este un stat unitar centralizat. Administrația ei constă dintr-un guvernator, care reprezintă regina, și Consiliul Miniștrilor, condus de un prim-ministru. Poporul este reprezentat în Starea Arubei. Guvernatorul actual al Arubei este Fredis Refunjol, iar prim-ministrul este Michiel Godfried. Florinul aruban este monedă oficială a statului. Limbile oficiale sunt neerlandeza și papiamento. Suprafața este de 180 km2, iar populația de 104,589. Capitala este Oranjestad.

### Țările de Jos
Numite popular și Olanda, după principala lor regiune, Țările de Jos sunt un stat unitar descentralizat. Este guvernat de către monarh și de Consiliul Miniștrilor, condus de un prim-ministru. Poporul este reprezentat în Statele Generale ale Țărilor de Jos, compuse din Camera Reprezentanților și Camera Senatorilor. Administrativ, Țările de Jos sunt împărțite în douăsprezece provincii: Brabantul de Nord, Drenthe, Flevoland, Frizia, Gelderland, Groningen, Limburg, Olanda de Nord, Olanda de Sud, Overijssel, Utrecht și Zeelanda. Primul ministru actual este Dick Schoof. Moneda oficială este euro. Limba oficială pentru întregul stat este neerlandeza. În Frizia, o a doua limbă oficială este limba frizonă. Suprafața Olandei este de 41.543 km2, iar capitala sa este Amsterdam.

## Antilele Olandeze
Antilele Olandeze au fost un stat unitar descentralizat, având caracteristici federale. Statul era condus de un guvernator, reprezentantul reginei, și de Consiliul Miniștrilor, care avea un prim-ministru. Starea Antilelor Olandeze reprezenta poporul. Statul consta din cinci teritorii insulare: Bonaire, Curaçao, Saba, Sint Eustatius și Sint Maarten. Moneda oficială era guldenul Antilelor Olandeze. Statul avea patru limbii oficiale: engleza, neerlandeza, papiamento și spaniolă.
La data de 10 octombrie 2010 Sint Maarten și Curaçao au devenit state independente în componența Regatului Țărilor de Jos. Insula Curaçao are peste 190.000 de locuitori și se află la 65 km de Venezuela, iar Sint-Maarten are o populație de 37.000 de locuitori și este situată pe aceeași insulă (Insula Sfântul Martin) cu teritoriul francez Saint-Martin.

## Legăturiexterne
- The Charter for the Kingdom of the Netherlands Arhivat în 11 octombrie 2011, la Wayback Machine. (pdf)
- Chief of State and Cabinet Members Arhivat în 13 iunie 2007, la Wayback Machine.
- Regatul Țărilor de Jos pe Curlie